# 靖宇站
靖宇站，位于中华人民共和国吉林省白山市靖宇县靖宇镇，是宇辉铁路和宇松铁路上的火车站，建于2003年，由沈阳铁路局管辖。

## 車站周邊
- 靖宇县交警大队龙泉中队

## 歷史
- 建于2003年。
- 2015年12月21日开通客运业务。[2]

## 外部連結
- 中国铁路客户服务中心 （页面存档备份，存于）

Template:宇辉铁路